# 台灣之心愛護動物協會
社團法人台灣之心愛護動物協會（英語：Heart of Taiwan Animal Care，簡記為HOTAC），簡稱台灣之心，是台灣的動物保護團體。
台灣之心透過整合民間和政府機關的資源，致力於改善台灣的流浪犬和流浪貓過度繁殖的問題。台灣之心特別針對放養型犬貓發展出一套流浪動物管理策略，稱為下鄉絕育行動。目的是解決流浪動物不斷繁殖而衍生的社會問題，所有資金都來自大眾的愛心捐款或政府單位的經費。自從2012年開始，台灣之心志工和醫療團隊於每週末巡迴全台各地舉辦免費絕育活動，除了提供放養犬貓、社區犬貓及流浪犬貓免費醫療手術服務外，也向宣導民眾正確對待生命的態度與觀念，更輔導地區餵養流浪動物愛心人士執行捕捉、絕育、回置計畫。

## 外部連結
- 社團法人台灣之心愛護動物協會 官方網頁（页面存档备份，存于）
- 社團法人台灣之心愛護動物協會 Facebook專頁 （页面存档备份，存于）
- 台灣公益資訊中心 非營利組織名錄 （页面存档备份，存于）
- 台灣公益團體自律聯盟 聯盟成員 （页面存档备份，存于）
- 聰明公益資訊平台-社團法人台灣之心愛護動物協會 （页面存档备份，存于）